# Dialectos septentrionales del español de España

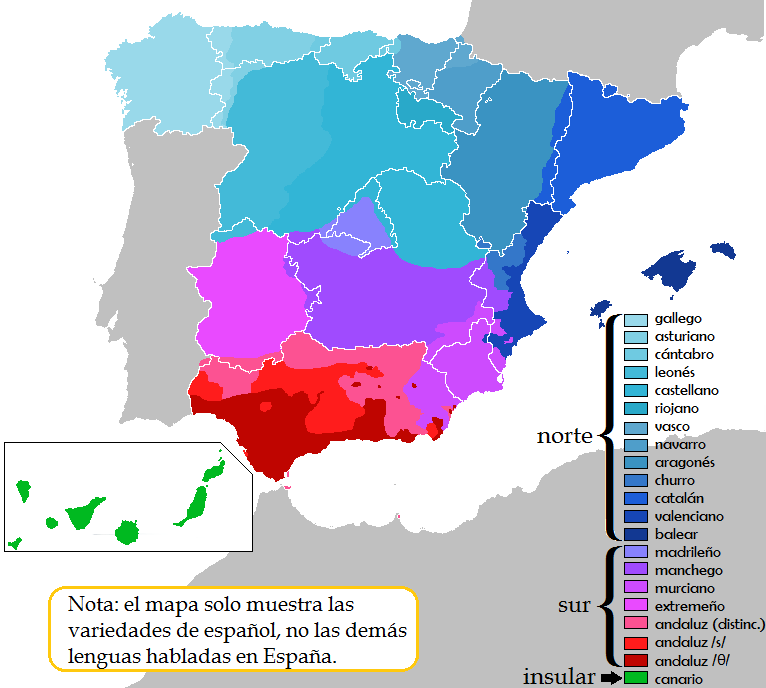
Dialectos y acentos del español en España.

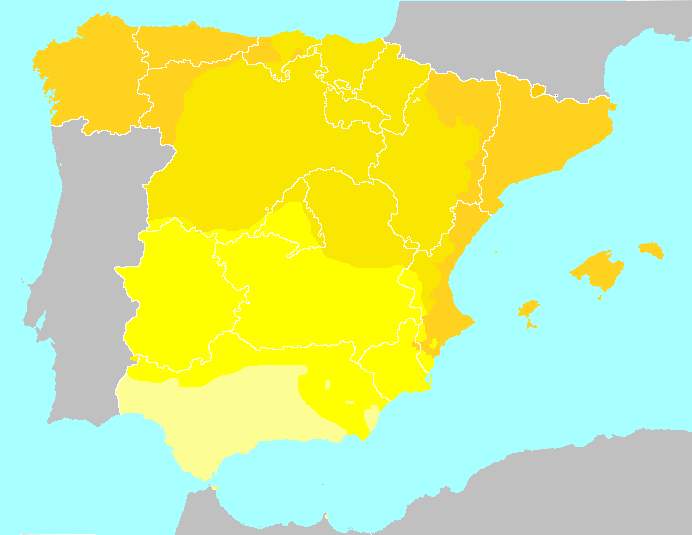
Amarillo anaranjado - Hablas del norte en contacto con otra lengua románica.
Amarillo mostaza - Hablas castellanas del norte.
Amarillo chillón - Hablas de transición del sur.
Amarillo pálido - Dialecto andaluz.

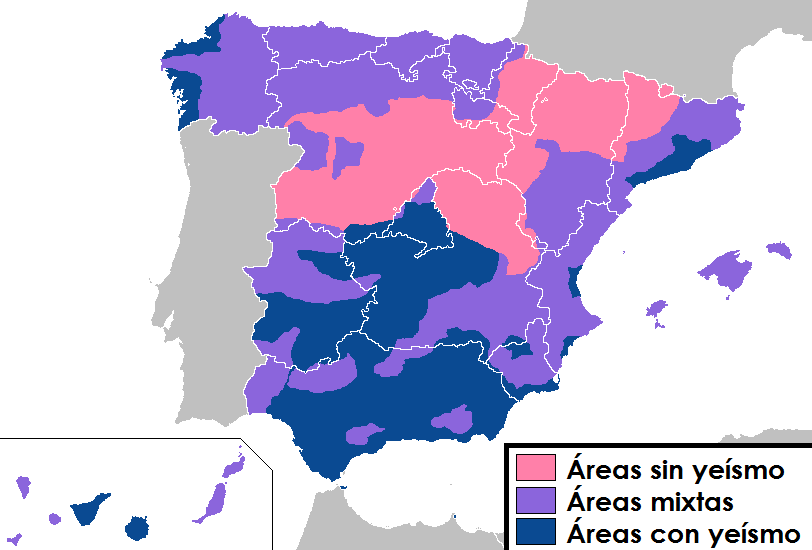
Yeísmo

Los dialectos septentrionales del castellano de España son el conjunto de modalidades dialectales del idioma español empleadas en la mitad norte de España, en el área que va desde parte de Cantabria y de Vizcaya por el norte a Cuenca por el sur. Son uno de los dos principales subconjuntos dialectales del español de España, frente a los meridionales. En Madrid, La Mancha y otras zonas popularmente consideradas por sus habitantes como de dialecto septentrional se dan rasgos meridionales, principalmente la aspiración de la /s/ en posición implosiva.

## Características lingüísticas
Entre los rasgos más representativos de este dialecto están los siguientes.

### Fonología
- La /s/ silbadora fuerte, de articulación ápico-alveolar, que también caracteriza a la /s/ catalana, occitana, gallego normativo y buena parte del gallego dialectal, así como en otras lenguas galoitálicas del norte de Italia y sur de Suiza y en el portugués del norte de Portugal.[cita requerida] También se da en el sur de España, salvo Andalucía; el fonema /s/ se articula de diversas maneras en Andalucía pero muy raramente como ápico-alveolar, y esta es precisamente la única característica que delimita claramente los dialectos de esa comunidad de los de las comunidades vecinas.
- El fonema /θ/ diferenciado de /s/, que se cree fijado en su forma actual en el siglo XVII (aunque otros estudiosos apuntan al siglo XIV, ver reajuste de las sibilantes) y que se representa con «z» y con «c» ante 'e', 'i'. Este fonema también se da en el sur de España, salvo buena parte de Andalucía, y en algunas variedades del sardo y del veneciano.
- El sonido fricativo velar sordo /x/, a veces uvular y muy estridente (semejante a la "ch" de algunos dialectos del alemán) y muy poco presente en América, donde la variante velar solo se oye en el interior de México y en el Perú, así como en gran parte de Argentina, en todo el Uruguay y en algunas otras zonas de América del Sur.
- Fuerte tendencia antihiática, que reduce los hiatos a diptongos: indoeuropeo > indouropeo > induropeo; héroe > herue ['erwe]; ahora > ahura [a'ura] > ara ['ara], etc.
- Tradicionalmente era común la distinción fonológica y/ll, a diferencia de los dialectos meridionales, caracterizados por el yeísmo (pronunciar el dígrafo <ll> igual que <y>). Actualmente en la mitad norte de España quedan hablantes no yeístas, pero la distinción y/ll parece estar en proceso de desaparición.
- Como en todos los dialectos del español, la -d final rara vez suena: salud > salú [sa'lu], verdad > verdá [ber'ða]. Sin embargo en ciertas zonas de Castilla y León, Cantabria y el País Vasco, la /d/ final se pronuncia a menudo como una [θ], por ejemplo: verdad > verdaz; esta pronunciación también se da como variante formal en otras zonas de España, como Madrid.[3]
- Es específico de los dialectos del castellano del norte de España eliminar la /d/ del sufijo -ado(s) de los participios, con consiguiente diptongación de las dos vocales; en los dialectos del sur la /d/ también se elimina, pero no siempre hay diptongación, y además esta eliminación forma parte de un patrón más amplio en que la /d/ se elimina en la mayoría de las posiciones intervocálicas (por ejemplo en los participios en -ido(s), -ida(s), donde en el norte no se elimina la /d/). Además, en registros altos, es más habitual la pronunciación -ao entre hablantes del norte que entre los del sur.

En algunos subdialectos se producen fenómenos adicionales:
- Yeísmo con «y» africada; aunque es más propio de los dialectos del sur.
- Pronunciación de la /k/ como [θ] frente a otra consonante plosiva: doctor /doθtór/, acto /aθto/, que suele evitarse en el habla formal.
- Pronunciación de la /g/ implosiva como [x]: digno /díxno/, suele evitarse en el habla formal.
- Elisión de la componente plosiva de la grafía <x>, que suena /s:/: sexo > seso ['ses:o], texto > testo ['testo]. Es general en posición implosiva, pero en posición intervocálica los hablantes con mayor nivel de estudios suelen pronunciar la [k]: sexo ['sekso], taxi ['taksi].
- La forma velar de /ŋ/ se presenta en algunas partes de España, especialmente en los dialectos del sur de España (Andalucía y las Islas Canarias) y en el noroeste: Galicia, Asturias y León.

Recientemente,[¿cuándo?] se han observado los siguientes cambios:[cita requerida]
- Aspiración de /s/ implosiva al estilo meridional, especialmente delante de consonante velar, mosca > mojca, es que > ej que; por influencia de los dialectos del sur, como el de Madrid.
- Presencia de /ř/ asibilada en Navarra, Aragón y La Rioja en algunos hablantes, pudiéndose extender a zonas vecinas.
- Vocalización abierta de la vocal tónica "e" y "o": se suele pronunciar las vocales "e" y "o" en posición tónica de manera más abierta que en otras regiones, es decir, con una apertura mayor de la mandíbula. Por ejemplo, en la palabra "mesa", la vocal "e" se pronuncia con una mayor apertura que en otras regiones.
- Pronunciación clara y marcada de las consonantes: en general, se suele pronunciar las consonantes de manera más clara y marcada en Castilla y León, en comparación con otras regiones del español.

### Gramática

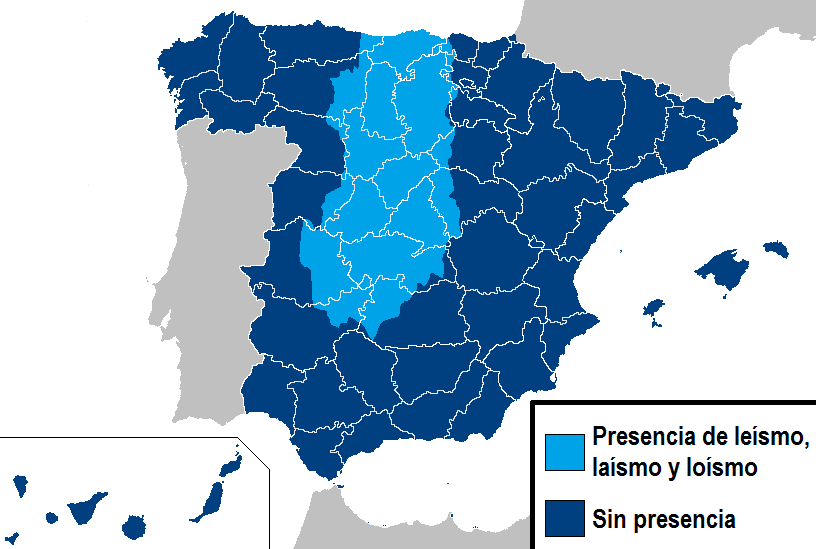
Presencia de leísmo, laísmo y loísmo.

- La característica morfosintáctica más típica del castellano de algunas zonas centrales peninsulares (tanto del norte como del sur) es el leísmo y el laísmo. En los hablantes laístas los pronombres le y les en función de objeto indirecto toman una forma femenina la, las:

Cógela la cartera, la dices que venga
en vez de:
Cógele la cartera, le dices que venga
El fenómeno es antiguo, pero nunca ha sido considerado estándar en español; el laísmo no ha progresado fuera del centro de la península y es desconocido en América. 
- Distinto es el tratamiento del leísmo, aparecido después del Medioevo, consistente en el uso de "le" en la función de objeto directo, sobre todo cuando la referencia es a seres humanos; por ejemplo, en masculino singular, "le vi" por "lo vi". Este fenómeno actualmente es aceptado por los prescriptivistas ya que está más extendido en España y se da en algunas zonas de América. Sin embargo, en la parte central de Castilla y León también está generalizado el leísmo de cosa, no admitido por los prescriptivistas ("Déjamele" por "Déjamelo"). También se dan fenómenos de loísmo.
- Uso de "vosotros" como pronombre personal de confianza de segunda persona plural, frente a "ustedes", usado como tratamiento de respeto. Se usa también en casi todo el sur de España, pero no en América o la mayor parte de Canarias.

Otros rasgos que también resultan destacables en algunos de los subdialectos son:
- Distinción de uso entre el indefinido y el pretérito perfecto ("hoy he ido al mercado" / "ayer salí pronto"). Esta distinción se da en la mayor parte de España, incluida Andalucía.
- Sustitución del imperfecto de subjuntivo por el condicional simple, también llamada condicional vasco ("Si tendría tiempo, iría", en lugar de "Si tuviese/tuviera tiempo, iría). Se da en casi toda Navarra, Álava, Vizcaya, La Rioja, Burgos, Palencia, Cantabria y en algunas partes de Soria. En estos casos, el hablante no diferencia entre "hubiera/hubiese" y "habría", pudiendo decir "Si habrías comprado pan, no tendríamos hambre".
- Uso del infinitivo para el imperativo plural de confianza: (vosotros) Ser buenos y callaros (en lenguaje formal y escrito, Sed buenos y callaos); este uso está extendido por toda la península ibérica.
- En habla coloquial general, anteposición del artículo masculino el al pronombre interrogativo qué. Por ejemplo,

¿Has traído el libro?
¿El qué? [en lugar de (¿Qué?)
El libro.
- En el caso de Navarra y Salamanca, se da el regionalismo de anteposición del artículo neutro "lo" al pronombre interrogativo "qué". Por ejemplo,

¿Has traído el libro?
¿Lo qué? [en lugar de (¿Qué?)
El libro.
Aunque pueda parecer, no se trata en ningún caso anterior de loísmo ni leísmo.

### Léxico
El léxico del castellano septentrional como en las otras variedades es predominantemente de origen latino. Como el resto de variedades de español contiene ciertos arcaísmos, pero en general no parece tener un número de arcaísmos superior al de otras variedades.

## Particularidades de subdialectos
Las características del Español hablado en Asturias, Cantabria y La Rioja pueden variar ligeramente, pero algunas características generales incluyen:
- El uso de la distinción entre /s/ y /θ/.
- El uso de la vibrante múltiple /r/, que se pronuncia más fuerte y prominente que en otras variedades del español.
- El yeísmo, en el que la pronunciación de la letra "y" es similar a la de la letra "ll", a menudo se pronuncia como una fricativa palatal sonora, /ʝ/.
- El uso del diptongo decreciente "ei" en lugar del diptongo creciente "ie", por ejemplo, "leche" se pronuncia como "lei-che".
- El uso de una entonación melódica y una pronunciación más lenta y suave en comparación con otras variedades del español.

### Castellano aragonés
Fonéticamente el español aragonés presenta una entonación ascendente de la frase acabando con el alargamiento de la última vocal. Las palabras, normalmente, suelen ser o llanas o agudas, las palabras con el acento esdrújulo no se dan en muchas ocasiones. Las palabras, que en el castellano estándar son esdrújulas, en el español aragonés serían llanas; por ejemplo: pajaro, medico,…
- Tienen una tendencia a romper los hiatos para ello suelen cerrar la vocal más alta o desplazan el acento a la vocal más abierta.
- Reducen los grupos consonánticos cultos de las palabras; por ejemplo: elétrico (eléctrico),…
- Morfosintácticamente nos encontramos lo siguiente:
- Tras una preposición van a hacer un uso de los pronombres fuertes.
- Uso de los sufijos diminutivos –ico/a, -ete/a, -é/eta. Por ejemplo: poquico, moceta,…
- Usan el sufijo –era para los nombres de los árboles: almendrera.
- Omisión de la vocal final de algunas preposiciones, artículos y conjunciones cuando la palabra que la acompaña comienza por una vocal: d’aquel,…
- Uso de la conjunción pues al final de la frase.
- Escasez del leísmo.
- Pérdida de la [r] de infinitivo cuando va con un pronombre enclítico: decime,…

El orden de los pronombres átonos va a ser al contrario que en el uso habitual. Primero irá el pronombre correspondiente al complemento indirecto y a este le va a seguir el pronombre correspondiente al complemento directo. Por ejemplo: me se olvidó.
- Uso excesivo del artículo delante de los nombres propios: La María, el Hugo,…
- En cualquier contexto fónico la conjunción disyuntiva va a ser la que usen frecuentemente. Por ejemplo: peras u manzanas.

### Castellano riojano
Algunas características de la variedad de español propia de La Rioja son las siguientes: 
- Al igual que el aragonés, conservan los grupos latinos pl, fl. Por ejemplo: plover (llover), flama (llama).
- Conservación de los grupos –ns,  –mb: ansa (asa), lombo (lomo).
- La diptongación es igual que la aragonesa.
- Tienen tendencia a eliminar el hiato.
- En algunas palabras se sigue conservando la –f inicial latina: ferrería (herrería).
- El prefijo des- se convierte en el prefijo es- : esbalgar.
- La sonorización de las oclusivas sordas intervocálicas no cambia.
- Alternancia del sonido c- (-z), ch-, j-, s- en términos como chúnguele, júnguele, súnguele o zunguel (columpio), característica de procedencia euskérica.

- Tendencia a igualar los diptongos "ai" y "ei" en una forma intermedia äi con la a totalmente palatalizada, peine, veinte.
- Supresión de la V al principio de algunas palabras.
- Da igual cuál sea la posición de las vocales átonas porque van a sufrir cualquier cambio dentro de la palabra: destingues, distingues, destinguir (distinguir).

- Uso de “li” como si fuese el pronombre de tercera persona le: li regalé un libro.
- Transformación del sonido "tr" en el sonido "ch": chactor.
- Uso de la r en vez de la d final de imperativo.
- Las consonantes b- y m- se neutralizan, menir por 'venir'.
- El acento va a recaer sobre la terminación –mente en los adverbios que presentan esta terminación.
- Pérdida de la –s final en las formas verbales.
- Aspiración de la s ante a, o.
- Las vocales finales e, o se van a convertir en i, u: pobri, (pobre).
- Uso de los sufijos –ete , –eta.